# Pelastoneurus scutatus
Pelastoneurus scutatus är en tvåvingeart som beskrevs av Aldrich 1904. Pelastoneurus scutatus ingår i släktet Pelastoneurus och familjen styltflugor.
Artens utbredningsområde är Florida. Inga underarter finns listade i Catalogue of Life.